# Okres Siófok
Okres Siófok (maďarsky Siófoki járás) je jedním z osmi okresů maďarské župy Somogy. Jeho centrem je město Siófok.

## Sídla
V okrese se nachází celkem 24 měst a obcí.
Města
- Balatonföldvár
- Siófok
- Zamárdi

Městyse
- Balatonszárszó

Obce
- Ádánd
- Balatonendréd
- Balatonszabadi
- Balatonszemes
- Balatonvilágos
- Balatonőszöd
- Bálványos
- Kereki
- Kötcse
- Kőröshegy
- Nagyberény
- Nagycsepely
- Nyim
- Pusztaszemes
- Siójut
- Som
- Szántód
- Szólád
- Ságvár
- Teleki